# Tropizodium viridurbium
Espèce
Tropizodium viridurbium est une espèce d'araignées aranéomorphes de la famille des Zodariidae.

## Distribution
Cette espèce est endémique d'Inde. Elle se rencontre au Gujarat, au Madhya Pradesh et au Maharashtra.

## Description
La femelle holotype mesure 4,65 mm.
Le mâle décrit par Bodkhe, Uniyal, Kamble, Quasin, Santape, Chikhale et Deshmukh en 2021 mesure 3,6 mm et la femelle 4,15 mm.

## Publication originale
- Prajapati, Murthappa, Sankaran & Sebastian, 2016 : « Two new species of the ant-eating spider genus Tropizodium Jocqué & Churchill, 2005 (Araneae, Zodariidae, Zodariinae) from India. » Zootaxa, no 4061(5), p. 575-584.